# Anja Hitzler
Anja Hitzler, nemška lokostrelka, * 16. februar 1983, Welzheim.
Sodelovala je na lokostrelskem delu poletnih olimpijskih igrah leta 2004, kjer je osvojila 21. mesto v individualni in 7. v ekipni konkurenci; na lokostrelskem tekmovanju na poletnih olimpijskih igrah 2008 v Pekingu je zasedla 20. mesto v individualni konkurenci.